# نيكوليت ديوزيزي
نيكوليت ديوزيزي (من مواليد 31 مارس 1996)  هي لاعبة كرة يد مجرية